# Chociwle
Chociwle [xɔˈt͡ɕivlɛ] (tiếng Đức Friedrichsfelde) là một ngôi làng thuộc khu hành chính của Gmina Bobolice, thuộc quận Koszalin, Tây Pomeranian Voivodeship, ở tây bắc Ba Lan.
Ngôi làng có dân số 190.